# Roches Kourou
Roches Kourou  sont des îlets de Guyane, appartenant administrativement à Kourou.
Il s'agit de rochers désertiques.